# Shrule
Shrule is een plaats in het Ierse graafschap County Mayo. De plaats telt 326 inwoners.